# Цвиккауэр-Мульде
Цвиккауэр-Мульде (нем. Zwickauer Mulde, в.-луж. Šwikawska Modłej, н.-луж. Šwikawa) — река в Германии, протекает по Саксонии. Левый приток реки Мульде (приток Эльбы). Длина — 166 км. Площадь водосборного бассейна — 2352 км².
Берёт начало на юго-западе Саксонии. Устье в городе Гримма.
На берегу реки в городе Хартенштайн расположен замок Штайн.